# Mario Ghibaudo
Mario Ghibaudo (Borgo San Dalmazzo, 18 gennaio 1920 – Boves, 19 settembre 1943) è stato un presbitero italiano.
Martire dei nazisti, è stato beatificato da papa Francesco insieme a don Giuseppe Bernardi.

## Biografia
Nacque a Borgo San Dalmazzo, in provincia di Cuneo, il 18 gennaio 1920. Dopo la Prima comunione avvertì la vocazione sacerdotale, entrando in seguito nel seminario di Cuneo. Ordinato sacerdote il 19 giugno 1943, fu destinato quale vicario parrocchiale a Boves. 
Il 19 settembre 1943, in quello che è noto come eccidio di Boves, prima strage nazista di civili in Italia, rifiutò l'esortazione ad abbandonare il luogo, adoperandosi invece per mettere in salvo le bambine dell'orfanotrofio e altri cittadini. Verso le 16.30, mentre stava dando l'assoluzione in articulo mortis a un ferito, fu colpito con una raffica di mitra da un militare delle SS, che lo finì con il pugnale sfigurandogli poi il volto con gli stivali, episodio che portò a considerare il martirio in odium fidei. Insieme a lui fu ucciso anche il parroco don Giuseppe Bernardi. Nel 2016 i resti mortali dei due sacerdoti sono stati traslati nella chiesa parrocchiale di San Bartolomeo a Boves.
Don Ghibaudo è stato beatificato con don Bernardi il 16 ottobre 2022 a Boves, nella celebrazione presieduta dal cardinale Marcello Semeraro, prefetto del Dicastero delle cause dei santi, in rappresentanza di papa Francesco, affiancato dal vescovo di Cuneo e di Fossano, monsignor Piero Delbosco e dal presidente della Conferenza episcopale piemontese, monsignor Franco Lovignana.